# ProQR
ProQR Therapeutics NV (NASDAQ: PRQR) is een Nederlands biotechnologisch bedrijf gespecialiseerd in het ontwikkelen van op RNA gebaseerde geneesmiddelen voor de bestrijding van genetische ziekten. Het bedrijf is opgericht in 2012 in Leiden, Nederland. 

## Geschiedenis
ProQR is opgericht in 2012 door CEO Daniel de Boer met mede-oprichters Henri Termeer, Dinko Valerio en Gerard Platenburg.